# Palácio do Freixo
Le Palácio do Freixo est situé dans la paroisse de Campanhã, dans la ville de Porto, au Portugal. C'est l'un des exemples les plus représentatifs du baroque civil du pays.
Le Palácio do Freixo est classé monument national depuis 1910.

## Histoire
La Quinta do Freixo, un domaine sur un terrain en pente à côté du fleuve Douro, près de l'embouchure du Rio Tinto (pt), existe depuis le XVIIe siècle.
Le palais a été construit par le chanoine Jerónimo de Távora e Noronha, riche seigneur d'Entre Douro e Minho, héritier du doyen de la cathédrale de Porto, D. João Freire. Chargé d'amener l'architecte italien Niccolo Nasoni dans la ville de Porto en 1725, il le choisit pour le projet, exécuté au milieu du XVIIIe siècle.
Au XIXe siècle, le palais passa aux mains de l'Allemand Gustavo Nicolau Alexandre Petres, qui transforma la savonnerie en distillerie de céréales, qui sera plus tard détruite par un violent incendie.
Au milieu des années 1850, la propriété est divisée en lots, les logements et les jardins environnants étant acquis par la Companhia de Moagens Harmonia, qui construit une usine de meunerie à quelques mètres du palais, aujourd'hui transformée en siège de l'entreprise, ainsi qu'un silo environ quarante-cinq mètres de haut.
Le palais a été classé monument national en 1910, bien qu'à l'époque, en pratique, sans aucune zone de protection. Il est depuis progressivement laissé à l'abandon.
En 1986, le palais et ses environs ont été acquis par la mairie de Porto, de Moagens Harmonia, pour y installer un centre de formation professionnelle.
Il a fait l'objet d'un minutieux projet de restauration signé par l'architecte Fernando Távora (1923-2005) et son fils José Bernardo, descendants des premiers propriétaires. Des travaux de consolidation et de restauration ont eu lieu de 2000 à 2003.
Par la suite, le palais a été cédé par la Mairie au Groupe Pestana pour l'installation de la plus grande des Pousadas du Portugal, la Pousada do Freixo, reclassée en 2009.

## Caractéristiques
Le palais a été construit dans un style baroque, avec des influences portugaises et des traits personnels de Nasoni. La forte pente du terrain n'a pas empêché Nasoni de profiter de la richesse scénographique environnante. C'est pourquoi il a également entouré la maison de terrasses disposées sur différents plans, avec des jardins remplis de sculptures et de fontaines.
L'édifice a un plan rectangulaire, encadré par quatre tourelles saillantes à chaque angle, couvertes de toits pyramidaux. Des escaliers intérieurs et extérieurs complètent le bâtiment. Le plus grand défi consistait à disposer le palais sur quatre façades différentes. Chacun a un dessin différent, celui faisant face à l'est étant le plus fréquenté. Les frontons sont ornés de guirlandes de fleurs, de médaillons, de mascarons, de grappes de fruits et d'armoiries. La balustrade qui traverse le rez-de-chaussée est ornée. Il y a aussi plusieurs pinacles que l'on retrouve le long de la balustrade des façades et dans les tourelles. Nasoni s'est inspiré de la sculpture d'éléments aquatiques typiques de la période baroque, tels que les algues, les poissons, les coquilles Saint-Jacques, les lichens et les dauphins (symbole de la famille Távora et Noronha).
L'intérieur du palais est extrêmement riche. La plupart des chambres ont des fresques, ainsi que des plafonds en stuc, certains de nature orientale. La peinture illusoire avec des thèmes allégoriques est courante à l'intérieur du palais, une grande partie étant exécutée par Nasoni lui-même.
Le jardin a été clairement conçu dans la tradition italienne, avec des sculptures et une vue magnifique sur le fleuve.

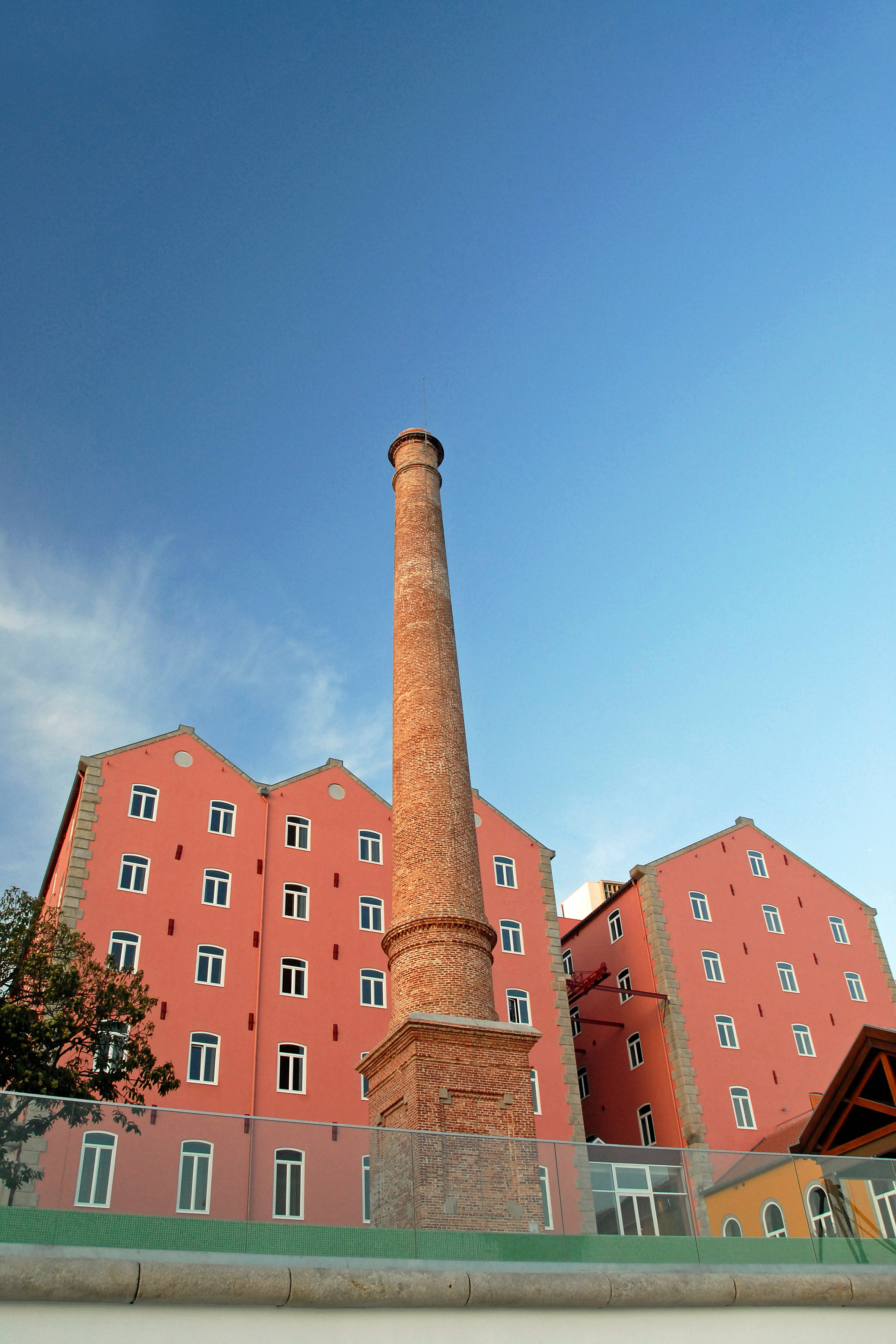
Bâtiment annexe de l'ancienne Companhia de Moagens Harmonia
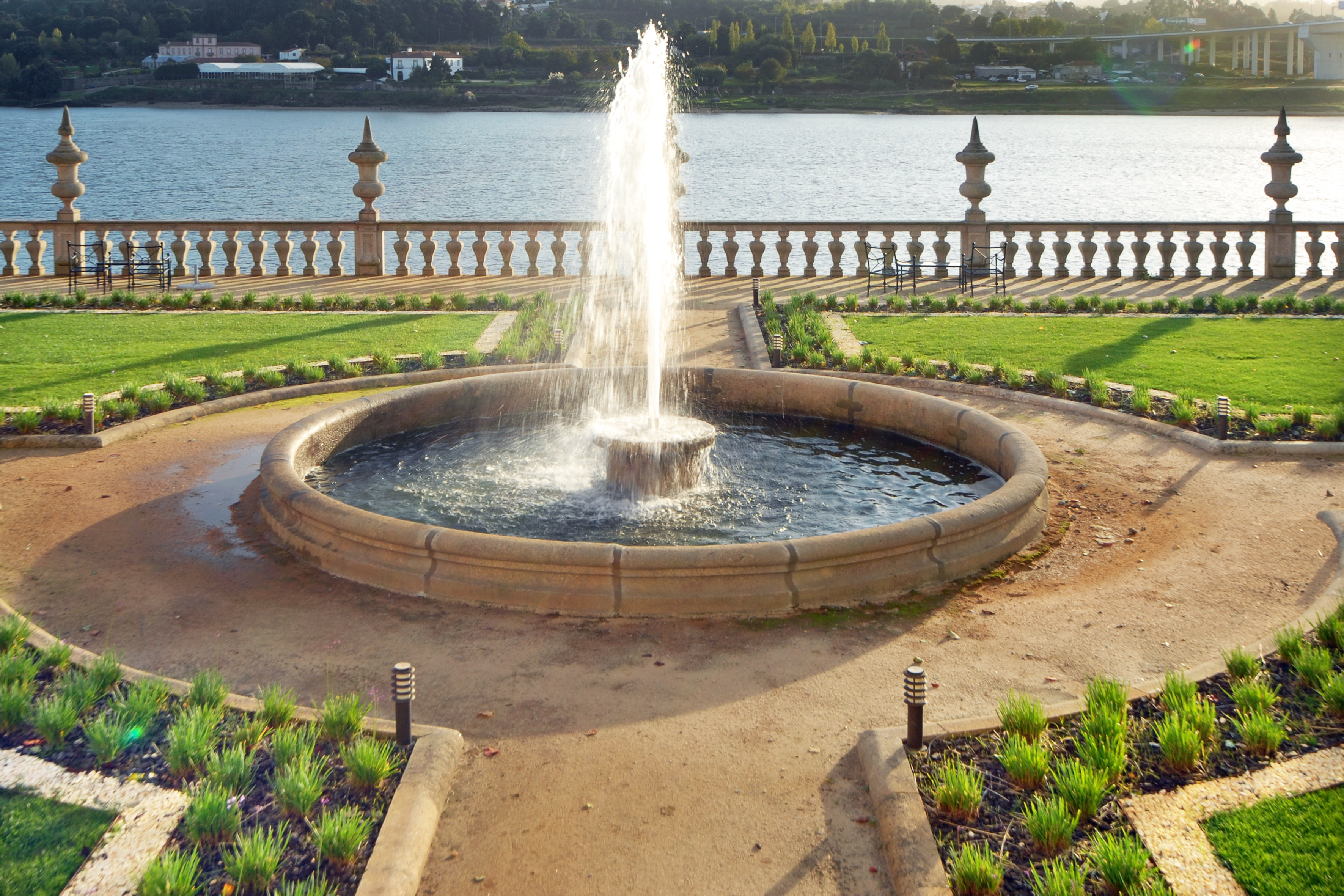
Jardin et vue panoramique sur le fleuve Douro
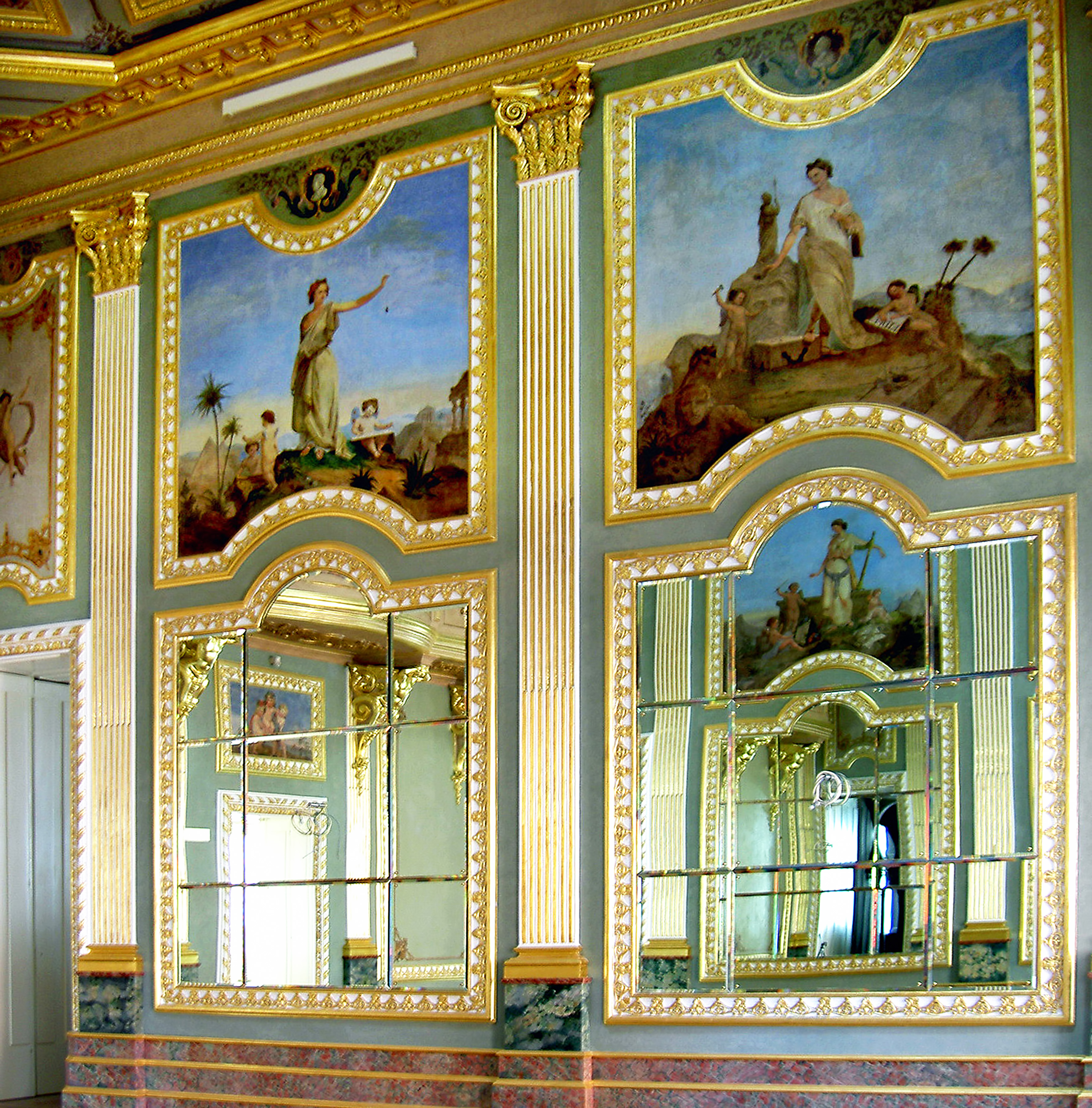
intérieur
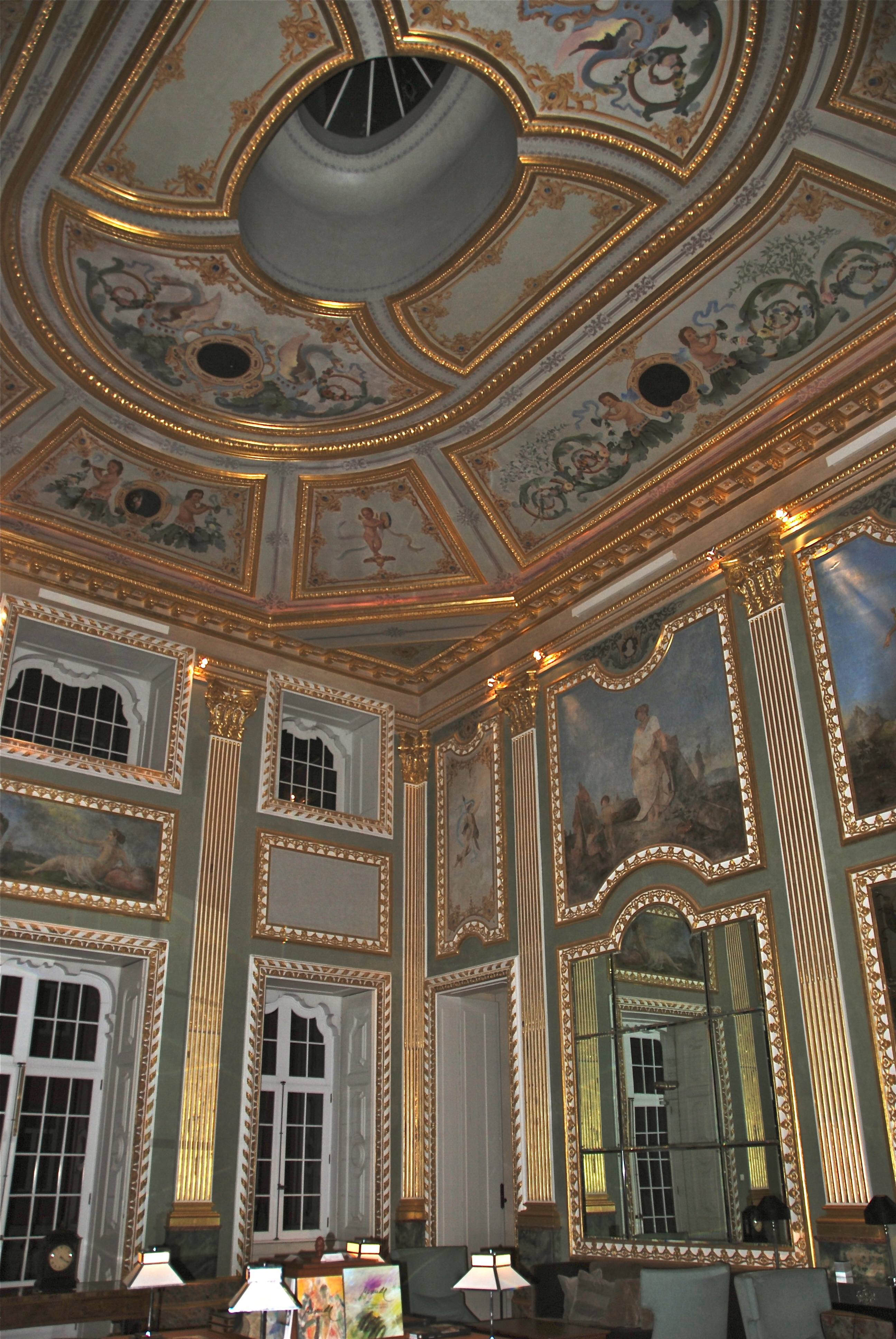
Salle intérieure
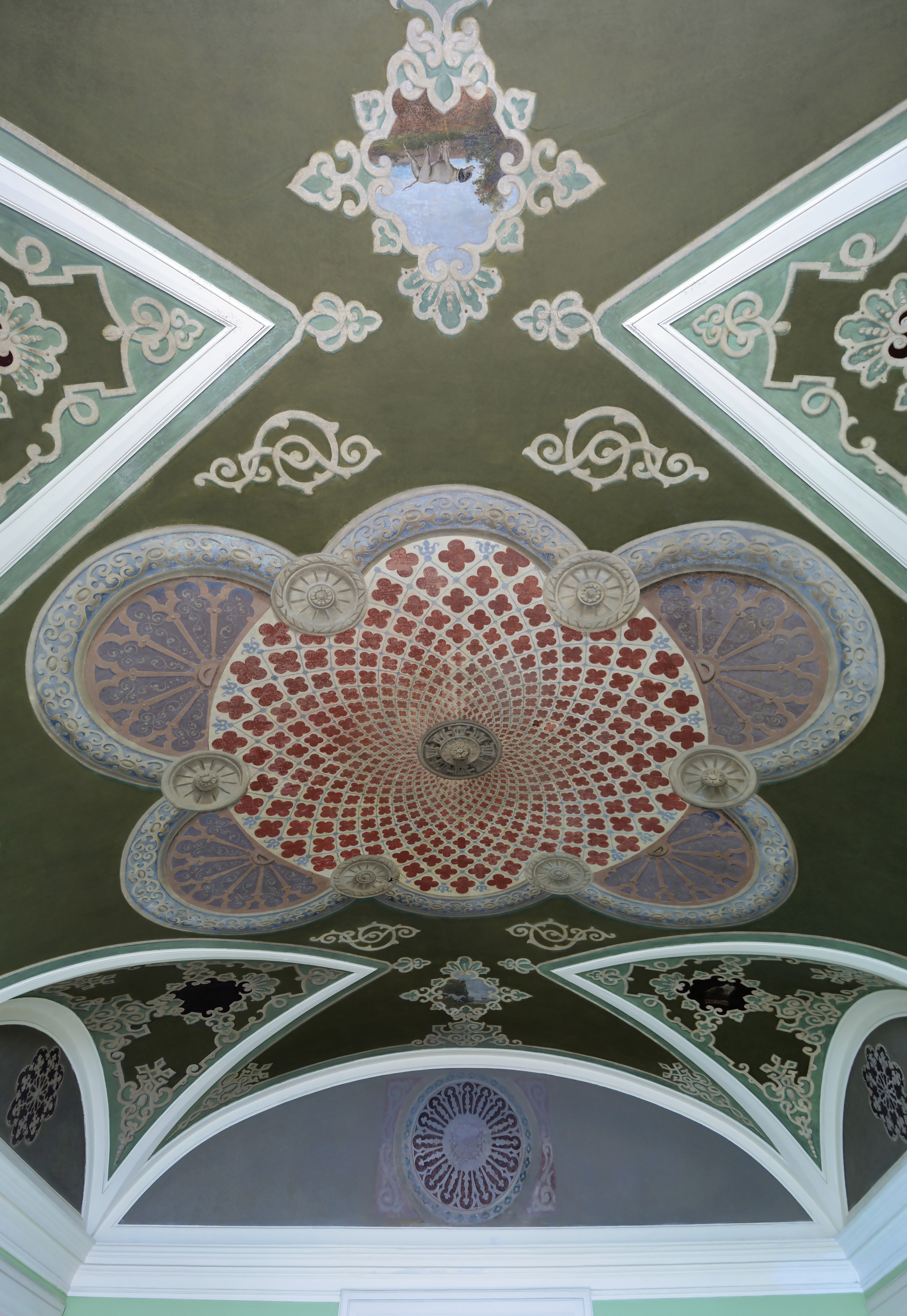
Stucs au plafond